# Hylarana faber
Hylarana faber är en groddjursart som först beskrevs av Ohler, Swan och Jennifer Daltry 2002.  Hylarana faber ingår i släktet Hylarana och familjen egentliga grodor. IUCN kategoriserar arten globalt som livskraftig. Inga underarter finns listade i Catalogue of Life.